# Basile Guy Marie Victor Baltus de Pouilly
Basile Guy Marie Victor Baltus de Pouilly (Metz, 2 gennaio 1766 – Brie-Comte-Robert, 13 gennaio 1845) è stato un generale francese.

## Biografia
Entrò nel reparto di artiglieria a Metz. Il 23 luglio 1781 venne promosso a tenente nel secondo reggimento di La Fere, il 6 gennaio 1785 a tenente, il 1 aprile 1791 a capitano, aiutante di Hangest per l'esercito di La Fayette il 7 agosto 1792. Per motivi di salute, il 20 aprile 1803 si ritirò.
Ma il 1 giugno 1804, venne reintegrato. Il 9 marzo 1806 venne promosso a colonnello e nominato barone dell'Impero il 28 gennaio 1809. Promosso generale di brigata il 14 marzo 1811, comandando il reparto dell'artiglieria ad Amburgo, in sostituzione di Pernety, il 4 aprile 1815.
Nel 1819, il ministro della guerra lo raccomandò per un lavoro come prefetto. Fu nominato luogotenente del re a Brest il 12 giugno 1822. Si ritirò definitivamente il 31 ottobre 1827 con il grado di tenente generale.

## Morte
Morì il 13 gennaio 1845. Il suo nome è tra i 660 personaggi incisi sul Arco di Trionfo, seconda colonna, pilastro nord.